# Fabryka cygar w Sewilli

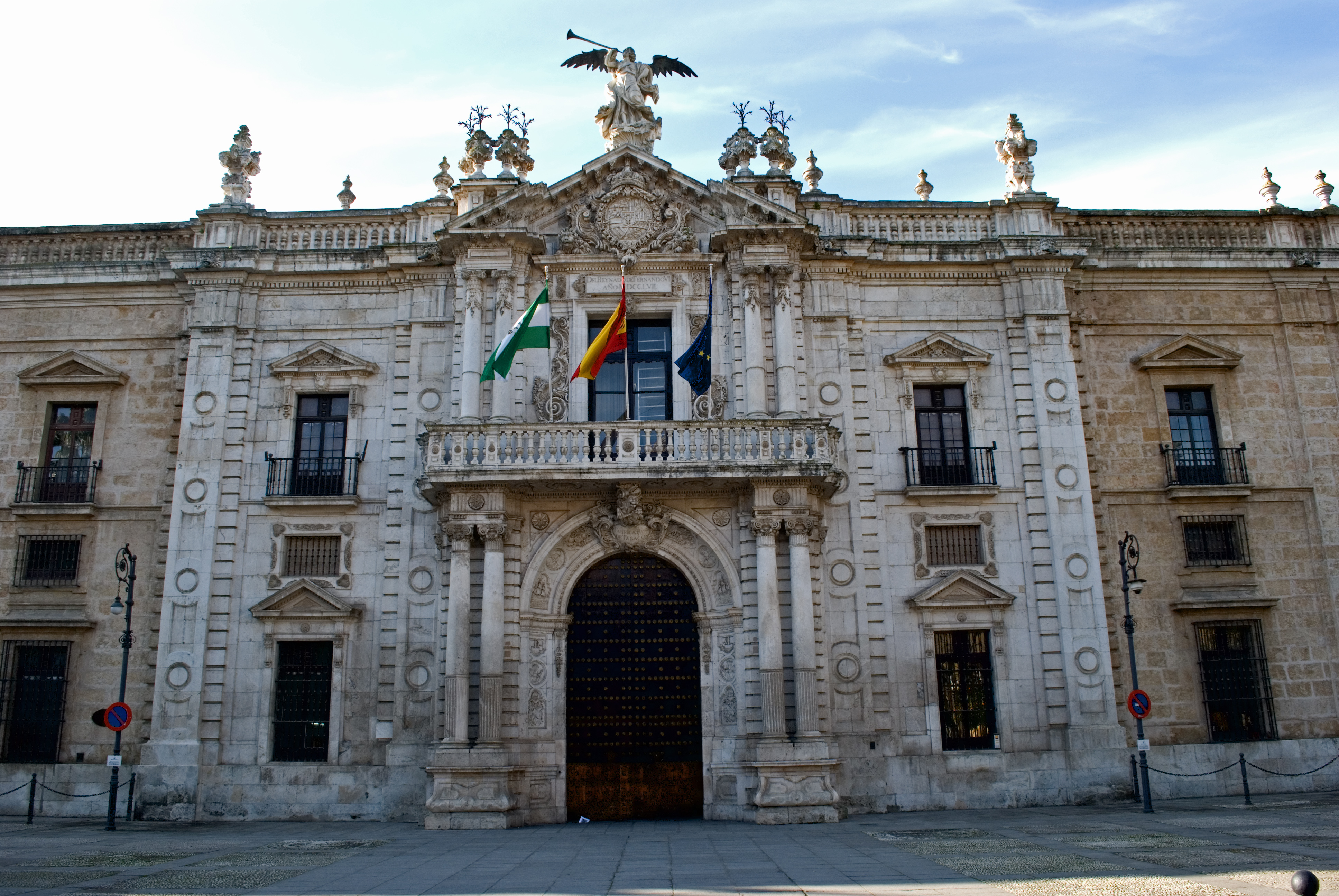
Budynek byłej Królewskiej Fabryki Cygar, a obecnie rektorat Uniwersytetu w Sewilli

Królewska Fabryka Cygar (hiszp. Real Fábrica de Tabacos) – budynek zbudowany w latach 1728–1771 w Sewilli przez Sebastiana van der Brochta, znany z opery Carmen, o wymiarach 185 na 147 m. Jest drugim co do wielkości w Hiszpanii po madryckim Eskurialu (207 x 162 m). Od połowy XX wieku jest siedzibą rektoratu Uniwersytetu w Sewilli, a także niektórych wydziałów. 
W okresie największego rozwoju fabryka zatrudniała tysiące kobiet skręcających z liści tytoniowych cygara. Kompleks składał się z wielu hal, spichrzów, na których tarasach rozkładano liście tytoniowe przed poddaniem ich procesowi suszenia w specjalnych piecach. Ponadto fabryka posiadała własną policję, sąd i więzienie.